# Harrie Vorst
Hendricus Cornelius Maria (Harrie) Vorst (Maastricht, 23 januari 1942) is een Nederlands psycholoog en methodoloog. Hij is verbonden aan de subfaculteit Psychologie van de Universiteit van Amsterdam.
Vorst studeerde psychologie aan de Universiteit van Amsterdam, waar hij in 1972 afstudeerde. Hij specialiseerde zich in methoden van onderzoek, de constructie van psychologische tests en het ontwerpen van vragenlijsten.
Vorst is bekend als co-auteur van de SchoolVragenLijst (SVL), de meest gebruikte test in het Nederlandse basisonderwijs en voortgezet onderwijs. Daarnaast is hij samen met Bob Bermond auteur van de Bermond-Vorst Alexithymia Questionnaire.
In 1986 voerde hij samen met Henriëtte Maassen van den Brink een onderzoek uit naar alternatieve geneeswijzen, in opdracht van de Commissie Alternatieve Geneeswijzen van de Nationale Raad voor de Volksgezondheid.